# 松本華奈

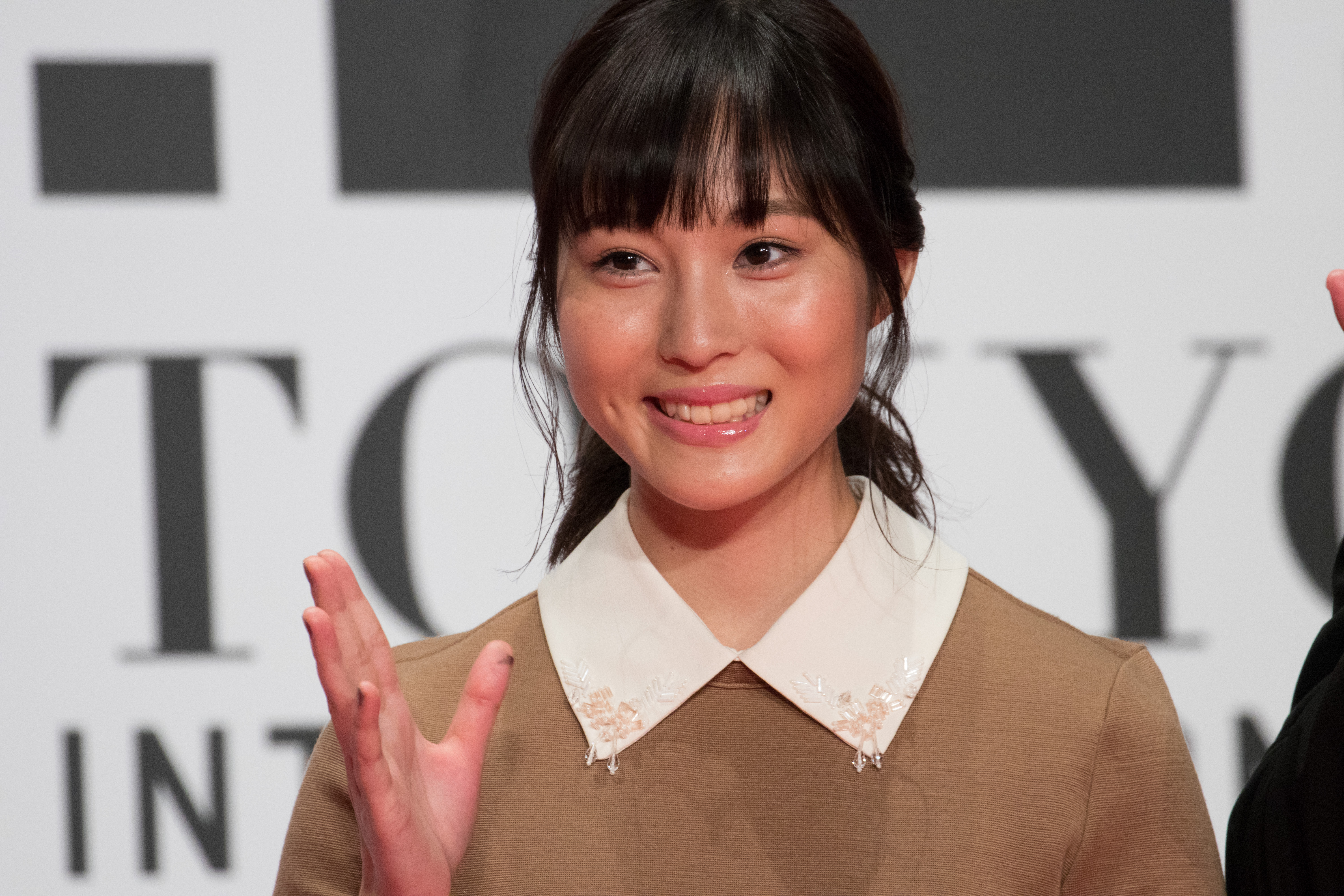
松本華奈

松本 華奈（まつもと かな、1989年3月18日 - ）は日本の元タレント、女優、声優。現役時の所属事務所は藤賀事務所。三重県松阪市出身。

## 来歴
主に実写、テレビドラマなどで活躍した。TVアニメ『ひまわりっ!』の主人公・ひまわり役で声優デビューした。大学在学中、就職活動に専念するため芸能活動からの引退を決意した。それにともない藤賀事務所のホームページからプロフィールが削除された。

## 出演作品

### テレビ
2005年
- がんばっていきまっしょい（土井真理役）
- 1リットルの涙（松村早希役）[3]

2006年
- ダンドリ。〜Dance☆Drill〜（高嶋千寿役）
- てるてるあした 第1話・第5話（エミリ役）

2007年
- 翼の折れた天使たち 第3夜「時」
- 1リットルの涙 特別編〜追憶〜

2008年
- ヤスコとケンジ（あやめ役）

2010年
- やまない雨はない

#### テレビスペシャル
2005年
- P&Gパンテーンドラマスペシャル『音のない青空』（早川由梨役）

2006年
- WOWOWドラマW『対岸の彼女』（玖美子役）

### テレビアニメ
2006年
- ひまわりっ!（日向ひまわり） - 声優デビュー作品。主演作。

2007年
- ひまわりっ!!（日向ひまわり）

### CM
- 日本コカ・コーラ「コカ・コーラ つながる瞬間に。夏のBaton編」（2005年7月 - 9月）
- 合同ガス「浴暖くん」
- グリコ「ポッキー」
- 大正製薬「リポビタンD」

### ラジオ
- ひまわりっ!のラジオなのです。ご主人様♪ - スターチャイルドウェブサイトで2006年7月13日から12月28日まで配信されたインターネットラジオ番組。パーソナリティを担当。

### CD
- ひまわりっ! キャラクターボーカルアルバム 霞の里唄祭りっ!（ひまわり、咲きます！、運命のひと？、ひまわり、咲きます！〜くノ一芭錬汰院MIX〜）
- ひまわりっ!! キラキラっ!! キャラクター♪song collection（太陽のリング、きらきら〜Himawari ver.〜）